# Molise novello
Il Molise novello è un vino DOC la cui produzione è consentita nelle province di Campobasso e Isernia.

## Caratteristiche organolettiche
- colore: rosso rubino più o meno intenso
- odore: gradevole, caratteristico, vellutato
- sapore: morbido, armonico, vellutato